# Elsfleth
Elsfleth este un oraș din landul Saxonia Inferioară, Germania.